# Н-1
H-1 — радянська ракета-носій, що розроблялась під керівництвом Сергія Корольова, а після його смерті — під керівництвом Василя Мішина. Належала до надважких ракет і призначалася, найперше, для забезпечення польоту людини на поверхню Місяця і повернення його назад за радянською місячною програмою. Усі чотири випробувальні запуски були невдалими. Радянську місячну програму закрили 1974 року.

## Основні характеристики РН
- Довжина — 105,3 м
- Максимальний діаметр — 16 м
- Стартова маса — 2820 т
- Маса корисного вантажу, що виводиться на орбіту навколо Землі (200 км) — 90 т
- Маса палива — 1410 т
- Двигунів першого ступеня — 30
- Загальна тяга двигунів на землі — 4615 тс

Паливо — гас та кисень. Три ступені. Паливо зберігалося в кульових баках, підвішених на несучій оболонці. На першому ступені було встановлено 30 двигунів НК-15 уздовж двох концентричних кіл. Хоча на стендових випробуваннях двигун показав себе досить надійним, більшість проблем було викликано вібраціями й іншими неврахованими ефектами, що виникали внаслідок одночасної роботи такої кількості двигунів.
Збирання ступенів ракети відбувалось на космодромі, оскільки не було можливості доставити зібрані ступені будь-якими транспортними засобами через їхній розмір.

Порівняння розмірів Сатурн V та Н-1

## Запуски комплексу Н1— Л3
Усі запуски ракети Н-1 здійснювалися з майданчика № 113 (з двома стартовими столами) космодрому Байконур.
- Перший запуск ракетно-космічного комплексу Н1-Л3 21 лютого 1969 року закінчився аварійно. Внаслідок високочастотних коливань у газогенераторі двигуна № 2 відірвався штуцер відбору тиску за турбіною і почалось витікання компонентів палива, що призвело до пожежі у хвостовому відсіку і порушення в роботі системи контролю роботи двигуна, яка на 68,7 с видала помилкову команду на вимикання двигунів.

Незважаючи на аварію, цей запуск підтвердив правильність обраної динамічної схеми, динаміки старту, процесів управління ракетою-носієм за допомогою неузгодженої тяги двигунів, дозволив отримати достовірні дані навантажень на ракету-носій і її міцності, впливу акустичних навантажень на ракету і стартову систему та деякі інші дані, зокрема експлуатаційні характеристики в реальних умовах.
- Другий запуск комплексу Н1-Л3 3 липня 1969 року закінчився аварійно через неправильну роботу двигуна № 8 блоку А. Однозначно причину аварії не встановили. За висновком аварійної комісії під головуванням Мішина найімовірнішою причиною аварії стало руйнування насоса окислювача двигуна при виході на головний етап роботи.

Два роки тривали аналіз результатів випробувань, додаткові розрахунки, дослідження та експериментальні роботи. У результаті були проведені заходи, що дозволили усунути всі можливі причини аварій, підвищити надійність двигунів, інших систем і агрегатів, а також убезпечити стартову споруду. Основними заходами були підвищення надійності насоса окислювача; установка перед насосами двигуна фільтрів, що виключають потрапляння до нього сторонніх предметів; заповнення перед стартом і продування азотом хвостового відсіку блоку А в польоті і встановлення фреонової системи пожежогасіння; встановлення теплозахисту елементів конструкції, приладів і кабелів систем, розташованих у хвостовому відсіку блоку А; встановлення блокування команди аварійного вимикання двигунів (АВД) до 50-ї секунди польоту та аварійне відведення РН від старту при припиненні подачі палива тощо
- Третій запуск ракетно-космічної системи Н1-Л3 відбувся 27 червня 1971 року. Всі 30 двигунів блоку А вийшли на режим попереднього і головного ступенів тяги згідно зі штатною циклограмою і нормально функціонували до їхнього вимикання системою управління на 50,1 с, однак з початку польоту спостерігалась ненормальна стабілізація за креном, а неузгодженість за кутом обертання безперервно збільшувалась і до 14,5 с досягала 145°. Оскільки команда аварійного вимикання двигунів була заблокована до 50 с, то політ до 50,1 с був практично некерованим. Найвірогідніша причина аварії — дія неврахованих раніше збурюючих моментів, що перевищують наявні керуючі моменти по крену. Для забезпечення керування ракетою за креном менш ніж за рік були створені кермові двигуни, що працювали на окислювальному генераторному газі і пальному, що постачались від колекторів основних двигунів.

- 23 листопада 1972 року відбувся четвертий запуск комплексу Н1-Л3. Ракета зазнала значних змін, спрямованих на усунення виявлених недоліків і збільшення маси корисного вантажу, що виводиться. Управління польотом здійснював бортовий обчислювальний комплекс за командами гіростабілізованої платформи (головний конструктор Н. А. Пилюгін). До рушійних установок додали кермові двигуни, систему пожежогасіння, поліпшили механічний і тепловий захист приладів і бортової кабельної мережі тощо. Вимірювальні системи доукомплектували новоствореною малогабаритною радіотелеметричною апаратурою (головний конструктор А. Ф. Богомолов). На ракеті було встановлено понад 13 000 датчиків.

Ракета пролетіла без зауважень 106,93 с, але за 7 с до розрахункового часу відокремлення першого ступеня відбулось практично миттєве руйнування насоса окислювача двигуна № 4, яке призвело до ліквідації ракети.

### Причини аварії
Як встановили під час розслідування, різке вимкнення РРД призводить до виникнення коливань стовпу рідини у підвідних трубопроводах. Вони руйнуються, і багато палива проливається на відключені, але ще гарячі двигуни, а також у відсік із працюючими РРД. Неминучі пожежа, вибух. Необхідно або плавно вимикати РРД, або встановлювати демпфери коливань у підвідних трубопроводах, що і передбачалося зробити у виробі № 8Л.
Черговий запуск намічався на четвертий квартал 1974 року. До травня на ракеті були реалізовані всі проєктні та конструкторські заходи щодо забезпечення живучості ракети, що випливали з аналізу попередніх польотів і додаткових досліджень. Розпочався монтаж модернізованих багаторазових двигунів. Однак призначений у травні 1974 року керівником НПО «Енергія» академік Глушко В.П. своїм наказом, з мовчазної згоди Міністерства загального машинобудування, припинив усі роботи за комплексом Н1-Л3.
Повні витрати за програмою Н1-Л3 до січня 1973 року склали 3,6 млрд руб., з них на створення Н1 — 2,4 млрд руб. (в цінах тих років). Постанова ЦК КПРС і Радміну СРСР про припинення робіт за комплексом і списання витрат вийшла в лютому 1976 року. Після цього виробничий доробок ракетних блоків, практично все обладнання технічного, стартового і вимірювальних комплексів було знищено. При цьому списані витрати в сумі 6 млрд руб. (у цінах 1970-х років), витрачених за темою.
Досвід проєктно-конструкторських і виробничо-технологічних розробок, експлуатації та забезпечення надійності потужної ракетної системи Н1 повною мірою був використаний при створенні ракети-носія «Енергія».